# Памятник героям гражданской войны на Дальнем Востоке
Памятник героям гражданской войны на Дальнем Востоке — памятник в Хабаровске, посвященный героям Гражданской войны на Дальнем Востоке 1918—1922 годов. Расположен на Комсомольской площади.

## История

Комсомольская площадь и памятник «Героям Гражданской войны на Дальнем Востоке», май 1983 года.

Соборная площадь с Успенским собором, Комсомольская площадь с памятником «Героям Гражданской войны на Дальнем Востоке», начало ул. Муравьёва-Амурского.

Авторами памятника были скульптор Андрей Файдыш-Крандиевский и архитектор Михаил Барщ. Работа по отливке памятника производились на заводе художественного литья в подмосковных Мытищах. Затем все материалы были доставлены по железной дороге в Хабаровск. Памятник был торжественно открыт 26 октября 1956 года в присутствии более 300 партизан-дальневосточников, а через четыре года получил статус республиканского, став первым памятником такого ранга на Дальнем Востоке.

## Описание
Памятник расположен в центре Комсомольской площади. Центром памятника является двадцатидвухметровый четырёхгранный обелиск из серого тёсанного гранита, увенчанный бронзовой пятиконечной звездой в лавровых ветвях. На постаменте памятника три фигуры ростом три метра: партизан в овчинном тулупе с пулемётом «Максим», комиссар и красногвардеец с винтовкой и развёрнутым советским знаменем — как символ сплочения борющегося народа. Ниже выбиты слова:
Героям Гражданской войны на Дальнем Востоке 1918 - 1922 гг.
На боковой стороне постамента выбиты слова из песни «По долинам и по взгорьям»:
И останутся как в сказке,
Как манящие огни,
Штурмовые ночи Спасска,
Волочаевские дни…